# 丹·埃利斯
丹·埃利斯（英語：Dan Ellis，1988年10月7日—），澳大利亚男子自行车运动员。他曾代表澳大利亚参加2010年英联邦运动会自行车比赛，获得一枚金牌。他也曾参加2008年夏季奥林匹克运动会。